# Equação catalítica de Brønsted

Gráfico do versus da reação de pseudoprimeira ordem da hidratação estirenos p-substituidos.

As correlações lineares de energia livre demonstram a interdependência entre a constante de velocidade ou equilíbrio com algum parâmetro estrutural, e são aplicadas com êxito, para um grande número de reações químicas. Um exemplo destas correlações é a equação catalítica desenvolvida por Johannes Nicolaus Brønsted que fornece a relação entre a força de um ácido e a atividade catalítica. O gráfico do logaritmo da constante de reação ({\displaystyle k}) versus o logaritmo da constante de ionização ({\displaystyle K_{a}}) para uma série de ácidos (por exemplo, um grupo de fenóis substituídos ou ácidos carboxílicos) oferece uma linha reta com uma inclinação ({\displaystyle a}) e uma constante ({\displaystyle b}).
{\displaystyle \log(k)=a*\log(K_{a})+b}
A equação de Brønsted dá informações sobre um mecanismo de reação. Esta relação implica que a energia livre de Gibbs para a dissociação do próton é proporcional à energia de ativação para a etapa catalítica. Quando a relação não é linear, a catálise não ocorrerá através do mesmo mecanismo reação. Reações cuja inclinação ({\displaystyle a}) seja pequena são consideradas com o estado de transição que se assemelha com o reagente, com pouca transferência de prótons. Já com uma inclinação acentuada, a transferência de prótons no estado de transição está quase concluída.
Tabela com os valores de {\displaystyle \sigma ^{+}}).
| Substituinte      | Estrutura                          | σ+    |
| ----------------- | ---------------------------------- | ----- |
| Acetamida         | {\displaystyle {\ce {CH3CONH}}}    | −0,60 |
| Acetoxila         | {\displaystyle {\ce {CH3CO2}}}     | 0,19  |
| Amino             | {\displaystyle {\ce {NH2}}}        | −1,30 |
| Bromo             | {\displaystyle {\ce {Br}}}         | 0,15  |
| t-Butila          | {\displaystyle {\ce {(CH3)3C}}}    | −0,26 |
| Carboxila         | {\displaystyle {\ce {HO2C}}}       | 0,42  |
| Cloro             | {\displaystyle {\ce {Cl}}}         | 0,11  |
| Ciano             | {\displaystyle {\ce {N\equiv C}}}  | 0,66  |
| Dimetilamino      | {\displaystyle {\ce {(CH3)2N}}}    | −1,70 |
| Etenila           | {\displaystyle {\ce {CH2=CH}}}     | −0,16 |
| Etila             | {\displaystyle {\ce {C2H5}}}       | −0,30 |
| Etinila           | {\displaystyle {\ce {HC\equiv C}}} | 0,18  |
| Etoxila           | {\displaystyle {\ce {C2H5O}}}      | −0,81 |
| Fenila            | {\displaystyle {\ce {C6H5}}}       | −0,18 |
| Flúor             | {\displaystyle {\ce {F}}}          | −0,07 |
| Hidrogênio        | {\displaystyle {\ce {H}}}          | 0,0   |
| Hidroxila         | {\displaystyle {\ce {HO}}}         | −0,92 |
| Metoxila          | {\displaystyle {\ce {CH3O}}}       | −0,78 |
| Metoxicarbonila   | {\displaystyle {\ce {CH3OCO}}}     | 0,49  |
| Metila            | {\displaystyle {\ce {CH3}}}        | −0,31 |
| Nitro             | {\displaystyle {\ce {NO2}}}        | 0,79  |
| Sulfeto de Metila | {\displaystyle {\ce {CH3S}}}       | −0,60 |
| Trifluorometila   | {\displaystyle {\ce {CF3}}}        | 0,61  |
| Trimetilamônio    | {\displaystyle {\ce {(CH3)3N+}}}   | 0,41  |
| Trimetilsilila    | {\displaystyle {\ce {(CH3)3Si}}}   | 0,02  |

Analogamente, existe uma correlação para catálise básica que obedece à mesma equação porem utilizando {\displaystyle K_{b}}.
O catalisador não afeta a posição de equilíbrio de uma reação. Sua função é acrescentar uma ou mais etapas no mecanismo de reação promovendo um caminho de reação com menor energia de ativação. A catálise ocorre quando a base conjugada ou ácido conjugado do substrato é mais reativo que a espécie neutra. Por exemplo:

Os detalhes da transferência de prótons podem ser provados através de técnicas como o efeito isotópico de solventes. Comparando as taxas de reação em {\displaystyle {\ce {H2O}}} versus {\displaystyle {\ce {D2O}}}, o efeito isotópico pode ser normal ou inverso, dependendo da natureza do mecanismo da transferência de prótons. {\displaystyle {\ce {D3O^+}}} é um ácido mais forte que {\displaystyle {\ce {H3O^+}}}, com resultado disto, reagentes em solução de {\displaystyle {\ce {D2O}}} são um pouco mais protonados  que em {\displaystyle {\ce {H2O}}}. Reações que envolvem equilíbrios rápidos de protonação ocorrerão mais rapidamente em {\displaystyle {\ce {D2O}}} do que em {\displaystyle {\ce {H2O}}}. Já se a transferência de prótons é a etapa controladora da velocidade de reação então a reação será mais rápida em {\displaystyle {\ce {H2O}}} do que em {\displaystyle {\ce {D2O}}}, devido ao efeito isotópico primário.
A relação de Brønsted é muitas vezes chamado de lei catalítica de Brønsted. Embora justificável em termos históricos, este nome não é recomendado, pois as relações de Brønsted são conhecidos por aplicar a muitas reações não-catalisadas e pseudo-catalisadas. O termo Relação pseudo-Brønsted é usado às vezes para as reações que envolvem catálise nucleofílica em vez de catálise ácido-base.
Vários tipos de parâmetros de Brønsted têm sido propostos e utilizados nos ultimos anos tais como os trabalhos feitos por Shidmoossavee e colaboradores  intitulado Brønsted Analysis of an Enzyme-Catalyzed Pseudo-Deglycosylation Reaction: Mechanism of Desialylation in Sialidases e por Logadottir e colaboradores  The Brønsted–Evans–Polanyi Relation and the Volcano Plot for Ammonia Synthesis over Transition Metal Catalysts.